# Françoise Mathieux
Françoise Mathieux, née le 10 août 1964, est une femme politique belge, membre du Mouvement réformateur (MR).

## Biographie
Françoise Mathieux nait le 10 août 1964.
Lors des élections régionales de 2019, Françoise Mathieux est élue députée au parlement au Parlement wallon.